# Lô Borges
Salomão Borges Filho, mais conhecido como Lô Borges (Belo Horizonte, 10 de janeiro de 1952), é um cantor e compositor brasileiro. Foi um dos fundadores do Clube da Esquina, grupo de artistas mineiros que marcou presença na música popular brasileira nas décadas de 1970 e 1980. É coautor, junto de Milton Nascimento, do disco Clube da Esquina, de 1972, amplamente considerado um dos maiores álbuns de todos os tempos.
Entre suas composições mais famosas destacam-se, entre outras, "Um Girassol da Cor do Seu Cabelo", "Paisagem da Janela", "Para Lennon e McCartney", "Clube da Esquina n.º 2", "O Trem Azul" e "Dois Rios". É considerado um dos compositores mais influentes da música brasileira, tendo canções gravadas por Tom Jobim, Elis Regina, Milton Nascimento, Flávio Venturini, Beto Guedes, Nenhum de Nós, Ira!, 14 Bis, Skank, Nando Reis, entre outros.

## Biografia
Nos anos 60, se reunia com outros garotos no encontro das ruas Divinópolis e Paraisópolis, no bairro Santa Tereza, para conversar, tocar, cantar, falar dos Beatles, da MPB, do jazz. Na esquina ficava a residência do casal Borges (Maricota e Salomão) e seus 11 filhos (Lô era o sexto).
Aos 18 anos, Lô Borges já havia raspado a cabeça para servir no Exército em Belo Horizonte. Foi Milton Nascimento quem o tirou da esquina de Santa Tereza, onde tocava violão sem parar. Os dois já tinham duas parcerias – “Clube da Esquina” e “Para Lennon e McCartney”, gravadas no álbum Milton, de 1970 – quando o compositor, 10 anos mais velho, chegou para Lô, então menor de idade, para convida-lo para morar no Rio de Janeiro e dividir um álbum. Após mudanças mensais de apartamento, arrumaram uma casa paradisíaca em Piratininga, Niterói.
A gravadora Odeon reconheceu o poderio de Lô ao ouvir as músicas que ele havia composto – “O Trem Azul”, “Tudo que você podia ser” e “Um Girassol da Cor do seu Cabelo” entre elas, e não pensou duas vezes em lhe propor uma estreia solo, no mesmo ano. O famoso “Disco do Tênis” foi seu primeiro trabalho solo, chamado desse modo por conta da foto de um par de tênis na capa. Quando terminou o disco, saiu do Rio e abandonou momentaneamente a carreira. Foi de ônibus para Porto Alegre, onde passou dez dias, e depois de carona em caminhão para Arembepe, na Bahia. Virou hippie, ficou uns meses rodando, até voltar para Belo Horizonte.
Voltou a aparecer somente em 1978, no álbum duplo Clube da Esquina 2, já sem ser o coprotagonista, como no disco de 1972.
Em 1979, Lô lançou enfim o segundo álbum solo, A Via Láctea, com músicas como "Equatorial" (Lô Borges, Beto Guedes e Márcio Borges, 1979) e "Vento de maio" (Telo Borges e Márcio Borges, 1979).
Nas décadas de 80 e 90 a produção do compositor diminuiu, foram quatro discos ao total. A mudança no ritmo veio quando ele se aproximou dos 50 anos, perto da transição de 1999 para 2000.
Com o sucesso da canção "Dois Rios" em 2003, parceria com Samuel Rosa e Nando Reis lançada pelo grupo mineiro Skank, Lô começou a dar novamente as caras no mercado. Depois de um hiato de sete anos, retornou com o lançamento do álbum Um Dia e Meio.
Em 2007, Lô Borges concedeu uma entrevista ao Museu da Pessoa, intitulada Mistura Musical, em que relembra da sua infância e seu primeiro contato com a música. Também conta como conheceu Milton Nascimento e sobre a criação do Clube da Esquina. 
Ainda em 2007, a revista Rolling Stone Brasil classificou o Clube da Esquina na 7ª posição na lista dos 100 maiores discos da música brasileira.
Já em 2011, lança o álbum Horizonte Vertical, com o patrocínio da Natura, com participações vocais de Fernanda Takai, Milton Nascimento e Samuel Rosa. E também participam nas composições das faixas: Nando Reis, Márcio Borges, Ronaldo Bastos e Patrícia Maês.
Em 2016, com Samuel Rosa lançam CD/DVD ao vivo com registro da parceria, denominado Samuel Rosa & Lô Borges: Ao Vivo no Cine Theatro Brasil.
Em 2017, realiza apresentações tocando o “Disco do Tênis” na integra.
Em 2018, Alex Turner, da banda Arctic Monkeys, citou o compositor mineiro em uma lista com músicas que influenciaram o álbum Tranquility Base Hotel & Casino.
Após 8 anos sem inéditas produções musicais, reata os laços com Nelson Angelo, amigo da época do Clube da Esquina (álbum) e do Disco do Tênis. O qual havia se afastado, em virtude de sua amizade com a ex-mulher do compositor, Joyce Moreno, porém tomou a iniciativa de se aproximarem novamente e lançaram o álbum Rio da Lua. Nesse lançamento de 2019, as letras escritas por Nelson, foram enviadas por WhatsApp e e-mail.
Em 2020, lança novo álbum de inéditas chamado Dínamo, que contou com a colaboração do poeta piauiense Makely Ka, em que a faixa título, intitulada com o mesmo nome do álbum, contempla a participação de Samuel Rosa Este álbum teve desenvolvimento análogo ao Disco do Tênis, já que a produção das músicas foi extremamente dinâmica, como ressalta Lô Borges: “Fiz dez músicas em três meses. Toda semana chegavam letras, e aquelas (de) que eu gostava mais eu passava para o meu caderno, com minha caligrafia. Então, eu pegava o violão, começava a inventar acordes e melodias e em 40 minutos já estava tudo pronto. Foi muito intuitivo".
Em 2021, a canção "O Trem Azul" entrou para a trilha da série Station Eleven (Estação Onze), da então HBO Max. No mesmo ano, lança o álbum Muito Além do Fim, que retoma sua parceria com seu irmão Márcio Borges, em que sua última parceria havia sido em 2011, em Horizonte Vertical. Nessa obra, que tem a participação de Paulinho Moska, Lô reacende sua pegada rockeira.
Já em 2022, lança o álbum Veleiro, com participação de Patrícia Maês, Paulinho Moska e também seus parceiros de Clube da Esquina (álbum): Milton Nascimento e Beto Guedes. Em 21 e 22 de dezembro do mesmo ano, subiu ao palco da Sala Minas Gerais, em Belo Horizonte, para fazer duas apresentações de show sinfônico com a Orquestra Filarmônica de Minas Gerais e com o quinteto de baixistas DoContra. O concerto gerou registro audiovisual lançado gravadora Deck em 1º de dezembro de 2023, em álbum e em vídeo, denominado 50 anos de música – Ao vivo na Sala Minas Gerais.
Em janeiro de 2023, lança o álbum Não Me Espere na Estação, com dez músicas inéditas, em parceria com o letrista mineiro, César Maurício. O trabalho foi indicado ao Grammy Latino 2023, na categoria "Melhor Álbum de Rock ou Música Alternativa em Língua Portuguesa".
Ainda em 2023, tem a trajetória documentada em filme do cineasta Rodrigo de Oliveira, o documentário Lô Borges – Toda essa água.
Em junho de 2024, participou do evento “As Cores do Clube da Esquina”, que reuniu grandes nomes do movimento Clube da Esquina em um grande concerto no Palácio das Artes. Na mesma semana, anunciou que o show de lançamento de seu disco, Tobogã, ocorrerá em 09 de novembro, também no Palácio das Artes. Este novo álbum terá letras da poeta Manuela Costa e foi lançado no dia 23 de agosto, porém, a faixa título, também intitulada de Tobogã, foi lançada dia 2 de agosto e com a participação de Fernanda Takai.

## Discografia[38]

### Álbuns de estúdio
- 1972: Clube da Esquina
- 1972: Lô Borges
- 1979: A Via-Láctea
- 1980: Os Borges
- 1981: Nuvem Cigana
- 1984: Sonho Real
- 1996: Meu Filme
- 2003: Um Dia e Meio[39]
- 2006: Bhanda
- 2009: Harmonia
- 2011: Horizonte Vertical[40]
- 2019: Rio da Lua[41]
- 2020: Dínamo[42]
- 2021: Muito Além do Fim[43]
- 2022: Chama Viva[44]
- 2023: Não Me Espere na Estação[45]
- 2024: Tobogã[46]

### Álbuns ao vivo
- 1987: Solo (Ao Vivo)
- 2008: Intimidade
- 2016: Samuel Rosa & Lô Borges: Ao Vivo no Cine Theatro Brasil
- 2018: Tênis + Clube - Ao Vivo no Circo Voador[47]
- 2023: 50 Anos de Música - Ao Vivo na Sala Minas Gerais[48]

### Coletâneas
- 2001: Feira Moderna
- 2014: 2003-2013